# Stockholm Wildwest BBK
KFUK-KFUM Stockholm Wildwest BBK, bildad 2001 av Jan-Olov Engström, Titti Engström och Lars Sandström, är en svensk basketklubb hemmahörande i Västerort (Blackeberg, Vällingby och Hässelby). Alla tre bildare finns fortfarande i Wildwests styrelse.

## Klubbhistorik
År 2003 blev KFUM Brommas tjejlag "Bromma bus" Wildwestare. År 2004 blev Wildwest en KFUK/KFUM-förening. Säsongen 2004/2005 blev Jacob Ljungqvist invald i styrelsen som ansvarig för seniorverksamheten. Herrarna vann division 4 och HU22 kom tvåa i DM efter en jämn final mot lokalrivalen Blackeberg. U22-laget blev även Wildwest första finallag i Stadium Cup. Säsongen 2005/2006 hade Wildwest fler än 200 medlemmar och herrlaget vann division 3. Säsongen 2006/2007 spelade herrarna i division 2 och kom trea i KFUM Riksmästerskapen i Karlstad. F92 deltog som första Wildwest-lag i USM.